# Uhlandstraße (Nürnberg)
Uhlandstraße ist Teil des Nürnberger Stadtteils Gärten hinter der Veste und der Name des Statistischen Bezirks 25 im Nordwesten des Weiteren Innenstadtgürtels.

## Geographie
Der statistische Bezirk 25 (Uhlandstraße) grenzt im Süden an den Bezirk 8 (Pirckheimerstraße), im Osten an den Bezirk 26 (Maxfeld), wird im Westen von der Bucher Straße, im Norden vom Nordring, im Osten von der Rollnerstraße und im Süden von der Meuschelstraße und Archivstraße begrenzt. Häufig wird für diesen Nordinnenstadtbereich, der außer dem Bezirk Uhlandstraße noch Teile von Maxfeld und Pirckheimerstraße umfasst, auch der Begriff „Gärten hinter der Veste“ verwendet.